# Pilea gracilior
Pilea gracilior är en nässelväxtart som beskrevs av Ignatz Urban och Ekman. Pilea gracilior ingår i släktet pileor, och familjen nässelväxter. Inga underarter finns listade i Catalogue of Life.